# Воки (Ајова)
Воки (енгл. Waukee) град је у америчкој савезној држави Ајова. По попису становништва из 2010. у њему је живело 13.790 становника.

## Демографија
Према попису становништва из 2010. у граду је живело 13.790 становника, што је 8.664 (169.0%) становника више него 2000. године.
| Група             | 2000.         | 2010.          |
| Белци             | 5.006 (97,7%) | 12.681 (92,0%) |
| Афроамериканци    | 22 (0,4%)     | 174 (1,3%)     |
| Азијати           | 29 (0,6%)     | 364 (2,6%)     |
| Хиспаноамериканци | 38 (0,7%)     | 412 (3,0%)     |
| Укупно            | 5.126         | 13.790         |